# Марковаць (Бискупія)
Марковаць (хорв. Markovac) — населений пункт у Хорватії, у Шибеницько-Книнській жупанії у складі громади Бискупія.

## Населення
Населення за даними перепису 2011 року становило 63 осіб.
Динаміка чисельності населення поселення:

## Клімат
Середня річна температура становить 12,41 °C, середня максимальна — 27,16 °C, а середня мінімальна — -2,81 °C. Середня річна кількість опадів — 923 мм.
| Клімат поселення                              | Клімат поселення | Клімат поселення | Клімат поселення | Клімат поселення | Клімат поселення | Клімат поселення | Клімат поселення | Клімат поселення | Клімат поселення | Клімат поселення | Клімат поселення | Клімат поселення | Клімат поселення |
| Показник                                      | Січ.             | Лют.             | Бер.             | Квіт.            | Трав.            | Черв.            | Лип.             | Серп.            | Вер.             | Жовт.            | Лист.            | Груд.            |                  |
| Середній максимум, °C                         | 9,18             | 10,12            | 13,24            | 17,01            | 21,71            | 25,45            | 27,16            | 27,09            | 22,36            | 17,60            | 12,38            | 9,24             |                  |
| Середня температура, °C                       | 3,18             | 4,13             | 7,25             | 10,99            | 15,71            | 19,46            | 22,54            | 22,47            | 17,76            | 12,99            | 7,77             | 4,64             |                  |
| Середній мінімум, °C                          | −2,81            | −1,87            | 1,25             | 5,02             | 9,72             | 13,46            | 17,95            | 17,87            | 13,14            | 8,38             | 3,16             | 0,02             |                  |
| Норма опадів, мм                              | 74               | 68               | 72               | 80               | 67               | 67               | 46               | 58               | 85               | 97               | 114              | 95               |                  |
| Середньомісячна швидкість вітру, м/с          | 1.71             | 1.95             | 2.20             | 2.20             | 1.96             | 1.74             | 1.74             | 1.60             | 1.66             | 1.69             | 1.93             | 1.92             |                  |
| Середньомісячна сонячна радіація, кДж/м²·день | 5323             | 8019             | 11680            | 16139            | 20065            | 22620            | 24280            | 21205            | 15844            | 10222            | 5719             | 4518             |                  |
| --------------------------------------------- | ---------------- | ---------------- | ---------------- | ---------------- | ---------------- | ---------------- | ---------------- | ---------------- | ---------------- | ---------------- | ---------------- | ---------------- | ---------------- |
| Джерело:                                      |                  |                  |                  |                  |                  |                  |                  |                  |                  |                  |                  |                  |                  |